# Три Брати (Охотське море)
Три Брати (рос. Три Брата) — група острівців (скель) біля мису Східного (півострів Старицького) в Тауйської губи Охотського моря. Острови витягнулися ланцюжком у кілометрі від берега. Найвища точка 75 м. Входять до складу муніципального утворення «місто Магадан». Складаються з трьох відносно відособлених скель — Молодший Брат, Середній Брат та Старший Брат, які під час відпливу з'єднуються сушею між собою і узбережжям.
На острівцях гніздяться безліч морських птахів, особливо чайки і топорики.